# Лим (приток Дрины)
Лим (черног. Лим, босн. Lim, алб. Lim) — река в Европе на Балканском полуострове, крупнейший приток Дрины. Протекает по территории Черногории, Албании, Сербии, Боснии и Герцеговины. Длина — 220 км, площадь бассейна Лима — 5784 км².
Высота истока — 925,0 м над уровнем моря. Высота устья — 296,0 м над уровнем моря.
Лим относится к бассейну Чёрного моря через реки Дрина, Сава и Дунай.

## Название
Есть несколько версий о происхождении названия реки. По одной из них Лим идёт от латинского именования липы, по другой у слова есть кельтские корни llyn или llym, что значит «вода».

## Бассейн реки
Лим берёт своё начало на востоке Черногории около горы Маглич (Maglić, 2140 м) вблизи албанской границы. Несколько километров река протекает по албанской территории и называется Вермоши (алб. Lumi i Vermoshit), после чего возвращается в Черногорию, где называется Врмоза (черног. Vrmoša). После приёма у посёлка Гусине вод от притока Вруе, стекающего с гор Проклетие (Северо-Албанских Альп), река, уже называясь Луча, впадает в Плавское озеро, образуя небольшую дельту. Ниже Плавского озера носит имя Лим. Далее река течёт на север через города и посёлки Андриевица, Беране, Биело-Поле, Резник и Недакуси. В приграничном районе Черногории и Сербии Лим прорезает ущелье Куманишка-Клисура, между горами Лиза и Озрен. На территории Сербии река проходит горы Ядовник, Побиеник и Златар, и пересекает регион Санджак, где протекает через города Приеполе и Прибой. Рядом с последним на реке расположена ГЭС «Потпеш» и искусственное водохранилище.
После Прибоя русло на несколько километров сворачивает на северо-запад и проходит по территории Боснии и Герцеговины, далее река опять течёт в Сербии и возвращается в Боснию. Здесь Лим, проходя через горы Бык, Яворе и Вучевица, впадает в Дрину около деревни Медеда.

## Пограничные конфликты
После распада Югославии в 1991—1992 годах часть территорий, в которые входила долина реки Лим, была предметом спора между Сербией и Боснией. Несколько сербских деревень оказались в анклаве и были отрезаны от основной территории республики. Правительство Югославии предлагало Боснии обмен спорных земель, но та не согласилась.

## Трагедия на реке Лим
4 апреля 2004 года около 22:00 автобус из Свиштова, перевозивший 50 болгарских туристов-школьников, попал в аварию около сербской деревни Гостун, вблизи границы с Черногорией. Водитель потерял управление, автобус не вписался в горный поворот и рухнул в реку. Погибло 12 детей, а остальные были спасены местными жителями.